# Teeny Shiny
Albums de Melt-Banana
MxBx 1998/13,000 Miles At Light Velocity
(1999) Cell-Scape
(2003)
Teeny Shiny est le quatrième album du groupe Melt-Banana. Il se distingue des albums précédents par l'apparition de sonorités le rapprochant de la musique pop, tout en conservant les caractéristiques essentielles du groupe : rythmes effrénés et utilisation immodérée des effets sonores par le guitariste Agata, à tel point que le son de la guitare est parfois méconnaissable et qu'on pourrait penser que le rythme est tenu par une boîte à rythmes et non par un batteur en chair et en os.
L'album inclut également des reprises des anciennes chansons "First Contact to Planet Q" et "Warp, Back Spin" (auparavant enregistrée sous les titres respectifs de "Sham Bazar" de "Crackhead Up Or Down") ; les paroles de ces deux chansons, initialement parues sur une compilation japonaise de 1995 intitulée "Lo-Fi ~Electric Acoustic & Radical~", ont été conservées mais l'accompagnement musical a changé.
La première chanson, "Free the Bee", démarre avec un sample accéléré du film Repo man (1984). La piste 11, "Moon Flavor" est suivie de cinq minutes de silence puis d'un morceau caché intitulé "Key to Chase" durant 1 min 20 s ; la même chanson apparaît dans une version de 19" sur la compilation Tribute to Fort Thunder, un hommage à Fort Thunder, ancien local de la scène rock expérimentale de Providence.

## Pistes
1. Free the Bee – 3 min 30 s
2. Flash Cube, Or Eyeball – 2 min 54 s
3. Lost In Mirror – 2 min 34 s
4. First Contact to Planet Q – 0 min 51 s
5. Warp, Back Spin – 1 min 46 s
6. Third Attack – 1 min 29 s
7. Cub, Not Cube – 2 min 50 s
8. Flip & Hit – 1 min 07 s
9. Bright Splat (Red Point, Black Dot) – 2 min 30 s
10. Skit Closes, Windy – 1 min 02 s
11. Moon Flavor – 9 min 45 s